# 石抹明安
石抹 明安（せきまつ ミンガン、1164年 - 1216年）は、モンゴル帝国に仕えた契丹人の一人。桓州の出身。子は石抹咸得卜。同族に石抹エセンがいる。

## 生涯
石抹明安はキタイ帝国（遼朝）の歴代皇后を輩出した審密＝石抹氏（漢風には蕭氏）の出であった。
金朝の西京（大同府）留守紇石烈執中（胡沙虎）配下の将軍の一人であったが、1212年にムカリの率いるモンゴル軍に金朝の桓州・昌州・撫州が攻略された後、紇石烈執中は、後続の参知政事完顔承裕（胡沙）の部隊と共に反撃する計画を立て、石抹明安をモンゴル軍の偵察に向かわせたところ、石抹明安は自分の率いる部隊毎モンゴル側に寝返った。
石抹明安が金軍の詳細な情勢をチンギス・カンに伝えたため、モンゴル軍は紇石烈執中と完顔承裕の部隊の合流前に急襲することとなった。この作戦において石抹明安はモンゴル軍を先導した。紇石烈執中は石抹明安の離反もあり、モンゴル軍の動向が掴めず囮作戦に乗ってしまい、平原での野戦に引き出された結果、モンゴル軍に包囲殲滅された（野狐嶺の戦い）。
また、1214年の金朝の宣宗による開封遷都の時に契丹族・タングート族・テュルク族などの混成騎兵部隊の乣軍が起こした反乱に際して耶律阿海らとともに中都（大興府）攻略を強く進言し、その結果、チンギス・カンは中都攻略軍派遣を決断した。中都は10カ月の包囲の後、1215年に留守の完顔承暉（福興）の自害により陥落した（中都の戦い）。以上の功績により漢軍兵馬都元帥となり、太保に叙せられたことから、太保明安と呼ばれた。同時期には同じ契丹人の耶律阿海が太師、耶律禿花が太傅と称しており、太保の明安とあわせてモンゴル帝国最初期の「三公」とみなされている。
1216年に53歳で逝去し、子の石抹咸得卜が跡を継いだ。